# Emelina Sabajo
Emelina Sabajo (1911) is een Arowaks vertelster, woonachtig te Hollandsekamp in de buurt van het Johan Adolf Pengel International Airport in Suriname. Haar vertellingen werden opgenomen in Arhwaka Lokonong Djang (1989) een mede door haar zoon Mauricius geschreven Arowakse taalcursus en woordenboek, en voorts in het tijdschrift Mutyama (1991) en de anthologieën Hoor die tori! (1990), Sirito (1993) en Mama Sranan; 200 jaar Surinaamse verhaalkunst (1999).